# 찬드라밤사
달 왕조(산스크리트어: चन्द्रवंशी) 또는 소마 왕조(산스크리트어: सोमवंशी)는 찬드라 신의 후손인 푸루라바와 마누의 딸인 일라가 개창한 인도 신화의 전설적인 왕조이다. 브라흐마나 문헌에 따르면, 마누의 딸이자 알라하바드 지역을 통치하는 여왕이었던 일라는 찬드라 신의 후손인 푸루라바와 결혼하면서 찬드라밤사를 개창하였다고 한다.

## 출신 인물

### 신화상
- 푸루라바 : 일라와 함께 찬드라밤사의 창시자
- 일라 : 푸루라바와 함께 찬드라밤사의 창시자
- 푸루 : 푸루족의 시조
- 야두 : 야두족의 시조
- 두샨타 : 바라타 황제의 아버지
- 바라타 : 인도 신화의 전설적인 황제로 오늘날 힌디어로 인도를 뜻하는 바라트의 어원이 된 인물이기도 하다.
- 쿠루 : 쿠루족의 시조
- 브야사 : 마하바라타의 저자
- 판두 : 판다바들의 시조
  - 판다바
    - 유디슈티라
    - 비마세나
    - 아르주나
    - 나쿨라
    - 사하데바
- 드리타라스트라 : 카우라바들의 시조
  - 카우라바
    - 두료다나
    - 두샤사나
    - 비카르나

### 역사상
- 수다스 : 베다 시대 초중기인 기원전 14세기에 바라타족을 다스린 왕으로, 펀자브의 라비강 근처에서 발생한 다사라즈나 전투에서 수다스는 바라타족을 통솔하며 다른 리그베다 부족들과 동맹을 맺은 푸루족을 물리쳤다.
- 파리크시트 : 자식인 자나메자야와 함께 쿠루 왕국의 전성기를 이끈 왕으로, 마하바라타에서는 판다바의 후계자로 등장한다.
- 자나메자야 : 아버지인 파리크시트와 함께 쿠루 왕국의 전성기를 이끈 왕으로, 마하바라타에서도 파리크시트의 아들로 등장한다.
- 포루스 : 히다스페스 전투에서 알렉산더 대왕이랑 전투를 벌인 것으로 유명한 파우라바 왕국의 왕이다.

## 같이 보기
- 수리야 왕조